# Plynteria lineata
Plynteria lineata är en fjärilsart som beskrevs av Druce 1891. Plynteria lineata ingår i släktet Plynteria och familjen nattflyn. Inga underarter finns listade i Catalogue of Life.